# Rusland op het Europees kampioenschap voetbal 2008
Rusland was een van de deelnemende landen op het Europees kampioenschap voetbal 2008 in Zwitserland en Oostenrijk. De Russen deden voor de derde keer mee. In 1996 en in 2004 werd het land in de eerste ronde uitgeschakeld. Tot en met 1992 maakte Russische spelers onderdeel uit van het voetbalelftal van de Sovjet-Unie. Dat team deed zeven keer mee aan een EK waarbij ze de eerste editie in 1960 winnend afsloten. In 1964 en 1988 werd de tweede plaats behaald in de finale tegen respectievelijk Spanje en Nederland.

## Kwalificatie
Rusland was een van de 52 leden van de UEFA die zich inschreef voor de kwalificatie voor het EK 2008. Twee van die leden, Zwitserland en Oostenrijk, waren als organiserende landen automatisch geplaatst. Rusland werd ingedeeld in groep E, samen met Engeland (uit pot 1), Kroatië (uit pot 2), Israël (uit pot 4), Estland (uit pot 5), Macedonië (uit pot 6) en Andorra (uit pot 7). De nummers 1 en 2 uit elke poule kwalificeerde zich direct voor het Europees Kampioenschap.
Rusland kwalificeerde zich voor het EK door als tweede in groep E te eindigen. Lange tijd bleef het in groep E spannend of Engeland dan wel Rusland doorging, maar doordat eerst Rusland met 2-1 won van Engeland en Kroatië uiteindelijk Engeland met 3-2 versloeg, eindigde Rusland als tweede in de poule en kwalificeerden zij zich voor het EK.

### Kwalificatieduels van Rusland
6 september 2006
| Rusland | 0 - 0 | Kroatië |  |

7 oktober 2006
| Rusland | 1 - 1 | Israël |  |

11 oktober 2006
| Rusland | 2 - 0 | Estland |  |

15 november 2006
| Macedonië | 0 - 2 | Rusland |  |

24 maart 2007
| Macedonië | 0 - 2 | Rusland |  |

2 juni 2007
| Rusland | 4 - 0 | Andorra |  |

6 juni 2007
| Kroatië | 0 - 0 | Rusland |  |

8 september 2007
| Rusland | 3 - 0 | Macedonië |  |

12 september 2007
| Engeland | 3 - 0 | Rusland |  |

17 oktober 2007
| Rusland | 2 - 1 | Engeland |  |

17 november 2007
| Israël | 2 - 1 | Rusland |  |

21 november 2007
| Andorra | 0 - 1 | Rusland |  |

### Eindstand Groep E
| Land      | Wed | Win | Gel | Ver | DV | DT | +/- | Pnt |
| --------- | --- | --- | --- | --- | -- | -- | --- | --- |
| Kroatië   | 12  | 9   | 2   | 1   | 28 | 8  | 20  | 29  |
| Rusland   | 12  | 7   | 3   | 2   | 18 | 7  | 11  | 24  |
| Engeland  | 12  | 7   | 2   | 3   | 24 | 7  | 17  | 23  |
| Israël    | 12  | 7   | 2   | 3   | 20 | 12 | 8   | 23  |
| Macedonië | 12  | 4   | 2   | 6   | 12 | 12 | 0   | 11  |
| Estland   | 12  | 2   | 1   | 9   | 5  | 21 | -16 | 7   |
| Andorra   | 12  | 0   | 0   | 12  | 2  | 42 | -40 | 0   |

## Wedstrijden op het Europees kampioenschap
Rusland werd bij de loting op 2 december 2007 ingedeeld in groep D. In deze groep speelt Rusland tegen titelverdediger Griekenland (uit pot 1), Zweden (uit pot 2) en Spanje (uit pot 3).

### Groep D
| Land        | Wed | Win | Gel | Ver | DV | DT | +/− | Pnt |
| ----------- | --- | --- | --- | --- | -- | -- | --- | --- |
| Spanje      | 3   | 3   | 0   | 0   | 8  | 3  | +5  | 9   |
| Rusland     | 3   | 2   | 0   | 1   | 4  | 4  | +0  | 6   |
| Zweden      | 3   | 1   | 0   | 2   | 3  | 4  | -1  | 3   |
| Griekenland | 3   | 0   | 0   | 3   | 1  | 5  | -4  | 0   |

#### Groepswedstrijden
|                                 |                                                                         |           |                          |                                                                          |
| 10 juni 2008 «onderlinge duels» | Spanje                                                                  | 4 – 1     | Rusland                  | Tivoli Neu, Innsbruck Toeschouwers: 30.772 Scheidsrechter: Konrad Plautz |
| 10 juni 2008 «onderlinge duels» | David Villa 20' David Villa 44' David Villa 75' Francesc Fàbregas 90+1' | (details) | 86' Roman Pavljoetsjenko | Tivoli Neu, Innsbruck Toeschouwers: 30.772 Scheidsrechter: Konrad Plautz |

|                                 |             |           |                         |                                                                            |
| 14 juni 2008 «onderlinge duels» | Griekenland | 0 – 1     | Rusland                 | Wals-Siezenheim, Salzburg Toeschouwers: 31.063 Scheidsrechter: Howard Webb |
| 14 juni 2008 «onderlinge duels» |             | (details) | 33' Konstantin Zyrjanov | Wals-Siezenheim, Salzburg Toeschouwers: 31.063 Scheidsrechter: Howard Webb |

|                                 |                                              |           |        |                                                                               |
| 18 juni 2008 «onderlinge duels» | Rusland                                      | 2 – 0     | Zweden | Tivoli Neu, Innsbruck Toeschouwers: 30.772 Scheidsrechter: Frank De Bleeckere |
| 18 juni 2008 «onderlinge duels» | Roman Pavljoetsjenko 24' Andrej Arsjavin 50' | (details) |        | Tivoli Neu, Innsbruck Toeschouwers: 30.772 Scheidsrechter: Frank De Bleeckere |

### Knock-outfase

#### Kwartfinale
|                                           |                          |            |                                                                      |                                                                         |
| 21 juni 2008 «onderlinge duels» 20:45 uur | Nederland                | 1 – 3 (nv) | Rusland                                                              | St. Jakob Park, Bazel Toeschouwers: 38.374 Scheidsrechter: Ľuboš Micheľ |
| 21 juni 2008 «onderlinge duels» 20:45 uur | Ruud van Nistelrooij 86' | (details)  | 56' Roman Pavljoetsjenko 112' Dimitri Torbinski 116' Andrej Arsjavin | St. Jakob Park, Bazel Toeschouwers: 38.374 Scheidsrechter: Ľuboš Micheľ |

#### Halve finale
|                                           |         |           |                                                     |                                                                                    |
| 26 juni 2008 «onderlinge duels» 20:45 uur | Rusland | 0 – 3     | Spanje                                              | Ernst Happelstadion, Wenen Toeschouwers: 51.428 Scheidsrechter: Frank De Bleeckere |
| 26 juni 2008 «onderlinge duels» 20:45 uur |         | (details) | 50' Xavi Hernández 73' Daniel Guiza 82' David Silva | Ernst Happelstadion, Wenen Toeschouwers: 51.428 Scheidsrechter: Frank De Bleeckere |

## Selectie
| Bondscoach | Guus Hiddink |

| No. | Naam                  | Club                  | Positie      | W |   |   | D | A |   |   |   |
| --- | --------------------- | --------------------- | ------------ | - | - | - | - | - | - | - | - |
| 1.  | Igor Akinfejev        | CSKA Moskou           | Doelman      | 5 | 0 | 0 | 0 | 0 | 0 | 0 | 0 |
| 2.  | Vasili Berezoetski    | CSKA Moskou           | Verdediger   | 2 | 1 | 0 | 0 | 0 | 0 | 0 | 0 |
| 3.  | Renat Janbajev        | Lokomotiv Moskou      | Verdediger   | 0 | 0 | 0 | 0 | 0 | 0 | 0 | 0 |
| 4.  | Sergej Ignasjevitsj   | CSKA Moskou           | Verdediger   | 4 | 0 | 0 | 0 | 0 | 0 | 0 | 0 |
| 5.  | Aleksej Berezoetski   | CSKA Moskou           | Verdediger   | 0 | 0 | 0 | 0 | 0 | 0 | 0 | 0 |
| 6.  | Roman Adamov          | FC Moskou             | Aanvaller    | 1 | 1 | 0 | 0 | 0 | 0 | 0 | 0 |
| 7.  | Dmitri Torbinski      | Lokomotiv Moskou      | Middenvelder | 3 | 2 | 0 | 1 | 0 | 2 | 0 | 0 |
| 8.  | Denis Kolodin         | Dynamo Moskou         | Verdediger   | 4 | 0 | 1 | 0 | 0 | 2 | 0 | 0 |
| 9.  | Ivan Sajenko          | 1. FC Nürnberg        | Middenvelder | 4 | 2 | 2 | 0 | 0 | 1 | 0 | 0 |
| 10. | Andrej Arsjavin       | Zenit Sint-Petersburg | Middenvelder | 3 | 0 | 0 | 2 | 1 | 1 | 0 | 0 |
| 11. | Sergej Semak          | FC Roebin Kazan       | Middenvelder | 2 | 0 | 0 | 0 | 2 | 1 | 0 | 0 |
| 12. | Vladimir Gaboelov     | Dynamo Moskou         | Doelman      | 0 | 0 | 0 | 0 | 0 | 0 | 0 | 0 |
| 13. | Oleg Ivanov           | Kuban Krasnodar       | Middenvelder | 0 | 0 | 0 | 0 | 0 | 0 | 0 | 0 |
| 14. | Roman Sjirokov        | Zenit Sint-Petersburg | Verdediger   | 1 | 0 | 0 | 0 | 0 | 0 | 0 | 0 |
| 15. | Dinijar Biljaletdinov | Lokomotiv Moskou      | Middenvelder | 5 | 2 | 2 | 0 | 0 | 1 | 0 | 0 |
| 16. | Vjatsjeslav Malafejev | Zenit Sint-Petersburg | Doelman      | 0 | 0 | 0 | 0 | 0 | 0 | 0 | 0 |
| 17. | Konstantin Zyrjanov   | Zenit Sint-Petersburg | Middenvelder | 5 | 0 | 0 | 1 | 0 | 0 | 0 | 0 |
| 18. | Joeri Zjirkov         | CSKA Moskou           | Middenvelder | 5 | 0 | 1 | 0 | 0 | 2 | 0 | 0 |
| 19. | Roman Pavljoetsjenko  | Spartak Moskou        | Aanvaller    | 5 | 0 | 2 | 3 | 0 | 0 | 0 | 0 |
| 20. | Igor Semsjov          | Dynamo Moskou         | Middenvelder | 5 | 0 | 3 | 0 | 0 | 0 | 0 | 0 |
| 21. | Dmitri Sytsjov        | Lokomotiv Moskou      | Aanvaller    | 3 | 2 | 1 | 0 | 0 | 0 | 0 | 0 |
| 22. | Aleksandr Anjoekov    | Zenit Sint-Petersburg | Verdediger   | 5 | 0 | 0 | 0 | 0 | 0 | 0 | 0 |
| 23. | Vladimir Bystrov      | Spartak Moskou        | Middenvelder | 2 | 2 | 1 | 0 | 0 | 0 | 0 | 0 |
| No. | Naam                  | Club                  | Positie      | W |   |   | D | A |   |   |   |

| W | Wedstrijden        |
|   | Invalbeurten       |
|   | Gewisseld          |
| D | Doelpunten         |
| A | Assists/Voorzetten |
|   | Gele kaarten       |
|   | 2 x geel = rood    |
|   | Rode kaarten       |

Groep A:  Zwitserland ·  Tsjechië ·  Portugal ·  Turkije
Groep B:  Oostenrijk ·  Kroatië ·  Duitsland ·  Polen
Groep C:  Roemenië ·  Frankrijk ·  Nederland ·  Italië
Groep D:  Spanje ·  Rusland ·  Griekenland ·  Zweden
RFS · A-internationals · Bondscoaches · Selecties · Statistieken · Russisch vrouwenelftal · Rusland U21 · Rusland U20 · Rusland U19 · Rusland U18 · Rusland U17 · Rusland U16
1912 – 1914 · 
1992 – 1999 · 
2000 – 2009 · 
2010 – 2019 ·
2020 − 2029
EK 1992** · 
EK 1996 · 
EK 2004 · 
EK 2008 · 
EK 2012 · 
EK 2016 · 
EK 2020
WK 1994 · 
WK 1998 · 
WK 2002 · 
WK 2006 · 
WK 2010 · 
WK 2014 · 
WK 2018
OS 1912
1912 · 
1913 · 
1914 · 
1915–1991 · 
1992 · 
1993 · 
1994 · 
1995 · 
1996 · 
1997 · 
1998 · 
1999 · 
2000 · 
2001 · 
2002 · 
2003 · 
2004 · 
2005 · 
2006 · 
2007 · 
2008 · 
2009 · 
2010 · 
2011 · 
2012 · 
2013 · 
2014 · 
2015 · 
2016 · 
2017 · 
2018 ·
2019 ·
2020 ·
2021 ·
2022 ·
2023 ·
2024 ·
2025
Albanië ·
Algerije ·
Andorra · 
Argentinië ·
Armenië · 
Azerbeidzjan · 
België ·
Bolivia · 
Brazilië ·
Brunei ·
Bulgarije · 
Chili ·
Costa Rica ·
Cuba ·
Cyprus · 
Denemarken · 
Duitsland · 
Egypte ·
Engeland ·
El Salvador ·
Estland · 
Faeröer · 
 Finland · 
Frankrijk · 
Georgië · 
Ghana ·
Grenada ·
Griekenland · 
Hongarije ·
Ierland ·
IJsland ·
Irak ·
Iran ·
Israël · 
Italië ·
Ivoorkust ·
Japan ·
Joegoslavië ·
Kameroen ·
Kazachstan ·
Kenia ·
Kirgizië ·
Kroatië · 
Letland · 
Liechtenstein · 
Litouwen · 
Luxemburg ·  
Malta ·
Marokko · 
Mexico · 
Moldavië · 
Montenegro · 
Nederland · 
Nieuw-Zeeland ·
Noord-Ierland · 
Noord-Macedonië ·
Noorwegen · 
Oekraïne · 
Oezbekistan ·
Oostenrijk · 
Polen ·
Portugal ·
Qatar · 
Roemenië · 
San Marino · 
Saoedi-Arabië · 
Schotland · 
Servië · 
Slovenië · 
Slowakije · 
Spanje · 
Syrië ·
Tadzjikistan ·
Tsjechië · 
Tunesië ·
Turkije ·
Uruguay · 
Verenigde Arabische Emiraten · 
Verenigde Staten ·
Vietnam  ·
Wales · 
Wit-Rusland ·
Zuid-Korea · 
Zweden · 
Zwitserland
Algerije (2014) · 
België (2014) · 
België (2021) · 
Denemarken (2021) ·
Egypte (2018) ·
Engeland (2016) ·
Finland (2021) ·
Griekenland (2008) ·
Griekenland (2012) ·
Kroatië (2018) ·
Nederland (2008) ·
Polen (2012) ·
Saoedi-Arabië (2018) ·
Slowakije (2016) ·
Spanje (2008, groepsfase) ·
Spanje (2008, halve finale) ·
Spanje (2018) ·
Tsjechië (2012) ·
Uruguay (2018) ·
Wales (2016) ·
Zuid-Korea (2014) ·
Zweden (2008)
** = Onder de naam Gemenebest van Onafhankelijke Staten